# Garaeus infuscatus
Garaeus infuscatus är en fjärilsart som beskrevs av Inoue 1954. Garaeus infuscatus ingår i släktet Garaeus och familjen mätare. Inga underarter finns listade i Catalogue of Life.